# Знаменск (Астраханская область)
Зна́менск — город (с 1962 года) на севере Астраханской области России. город со статусом ЗАТО с 14 июля 1992 года.
Административный и жилой центр полигона Капустин Яр. Имеет статус закрытого административно-территориального образования, составляет одноимённое муниципальное образование со статусом городского округа ЗАТО Знаменск. В советский период посёлок городского типа носил наименование Капустин Яр-1.
Вблизи поселка городского типа расположен военный аэродром и железнодорожный разъезд 85 км на железнодорожной линии Волгоград I — Верхний Баскунчак Приволжской железной дороги, от станции к военному аэродрому ведёт несколько подъездных путей.

## Главы ЗАТО Знаменск
Колюжный В.П. (1991—1996) глава Администрации города Капустин Яр-1;
Калюжный В. П. (1996—2000) Глава Администрации ЗАТО Знаменск;
Курин Н.Н (2000—2004). Глава Администрации ЗАТО Знаменск;
Лих В.Н.  (2004—2009) Мэр ЗАТО Знаменск;
Лих В. Н. (2009—2014) Глава Администрации ЗАТО Знаменск;
Дубровченко В.Н. (2014—2019) Глава Администрации ЗАТО Знаменск;
Глотов О.И.  (2019—2024) Глава Администрации ЗАТО Знаменск;
Климкин В.А. (2024—н. в.) Глава Администрации ЗАТО Знаменск.

## История
История села Капустин Яр относится ко временам Степана Разина, гулявшего по Волге со своей вольницей. Подымаясь вверх по реке, он оставлял на ее берегах сторожевые посты для наблюдения и контроля за перевозкой товаров на торговых судах из Руси на Кавказ, в Среднюю Азию и в Турцию.
Для одного сторожевого поста был выбран крутой берег -Яр, с которого казаки должны были контролировать Волгу и прилегающие степи. А старшим (или главным) на посту был казак по прозвищу «Капустин».
На первом месте у Яра наши[какие?] предки прожили 87 лет: с 1718 по 1805 гг. Следы этого крупного поселения у Яра, недалеко от села Колобовки, сохранились до наших дней[уточнить]. Место для проживания у Яра для них было неудобным и после ухода казаков они стали искать лучшее, более удобное место. Такое место они нашли около проточной речки Подстепки, недалеко от реки Ахтубы. В 1805 г. это место капустиноярцы стали застраивать домами. При этом от центра выбранного места в западную сторону строили свои дома украинские семьи, а в восточную — русские семьи.
Появление села Капустина Яра на новом месте в 1805 году стало его первым годом образования.
Первоначально будущий Знаменск состоял из бараков, в которых проживали первые ракетчики. Большая же часть военнослужащих была расселена в землянках, палатках и домах села Капустин Яр. Начиная с 1949 года начали появляться первые финские домики. Капитальные дома, казармы, административные здания будущего города начали возводиться в 1951 году. Каждый год сдавалось по нескольку домов, преимущественно двухэтажных. В 1962 году военный городок получил наименование Знаменск с присвоением почтового адреса Капустин Яр-1.
В конце 1980-х годов в городе начали строиться многоэтажные дома, вырос новый микрорайон, в шутку названный Простоквашиным. 27 января 1993 года Капустин Яр-1 официально переименован в Знаменск. 8 декабря 1996 года избраны представительский орган власти городское представительское собрание в составе 11 депутатов и исполнительный орган власти администрацию ЗАТО. 25 октября 1996 года зарегистрирован устав закрытого административно-территориального образования город Знаменск.

## Физико-географическая характеристика
Знаменск — самый северный город Астраханской области, расположен на Прикаспийской низменности на левом высоком берегу ерика Подстепка. Высота над уровнем моря 6 м.
По автомобильной дороге расстояние до областного центра города Астрахани составляет 350 километров, до ближайшего города Ленинска Волгоградской области 44 км.
| С-З | Дубовка ~ 130 км                   | Камышин ~ 270 км | Палласовка ~ 330 км                  | С-В |
| З   | Волгоград ~ 100 км Ленинск ~ 44 км | Роза ветров      |                                      | В   |
| Ю-З |                                    |                  | Ахтубинск ~ 47 км Астрахань ~ 350 км | Ю-В |

Климат
- Умеренно континентальный, засушливый.
- Среднегодовая температура воздуха: 10,0 °C;
- Относительная влажность воздуха: 59 %;
- Средняя скорость ветра: 4,7 м/с.

## Население
| 1996    | 1998    | 2000    | 2001    | 2002    | 2003    | 2004    | 2005    | 2006    |
| ------- | ------- | ------- | ------- | ------- | ------- | ------- | ------- | ------- |
| 35 000  | ↗36 000 | ↗36 300 | ↗36 700 | ↘32 068 | ↗32 100 | →32 100 | →32 100 | ↗32 400 |
| 2007    | 2008    | 2009    | 2010    | 2011    | 2012    | 2013    | 2014    | 2015    |
| ↘32 300 | ↗32 400 | ↗32 484 | ↘29 401 | ↘29 400 | ↘28 576 | ↘27 526 | ↘27 021 | ↗27 208 |
| 2016    | 2017    | 2018    | 2019    | 2020    | 2021    | 2025    |         |         |
| ↘27 202 | ↘26 934 | ↘26 927 | ↗27 071 | ↘26 701 | ↘24 628 | ↘23 487 |         |         |

На 1 января 2025 года по численности населения город находился на 590-м месте из 1124 городов Российской Федерации.
Национальный состав
По итогам переписи населения 2020 года проживали следующие национальности (национальности менее 0,1 % и другое см. в сноске к строке «Другие»):
| Национальность | Численность, чел. | Доля     |
| -------------- | ----------------- | -------- |
| Русские        | 19 219            | 78,04 %  |
| Казахи         | 1498              | 6,08 %   |
| Татары         | 443               | 1,80 %   |
| Украинцы       | 345               | 1,40 %   |
| Азербайджанцы  | 117               | 0,48 %   |
| Кумыки         | 113               | 0,46 %   |
| Лезгины        | 111               | 0,45 %   |
| Армяне         | 98                | 0,40 %   |
| Аварцы         | 82                | 0,33 %   |
| Белорусы       | 81                | 0,33 %   |
| Чеченцы        | 70                | 0,28 %   |
| Калмыки        | 66                | 0,27 %   |
| Табасараны     | 63                | 0,26 %   |
| Чуваши         | 57                | 0,23 %   |
| Даргинцы       | 45                | 0,18 %   |
| Башкиры        | 39                | 0,16 %   |
| Тувинцы        | 30                | 0,12 %   |
| Таджики        | 28                | 0,11 %   |
| Марийцы        | 28                | 0,11 %   |
| Другие         | 2095              | 8,51 %   |
| Итого          | 24 628            | 100,00 % |

## Инфраструктура
- В городе находятся 9 детских садов, 4 средних школ (№ 232, № 233, № 234, № 236), и одна гимназия (№ 231), спортивный комплекс, городская баня;
- Бассейн;
- Детско-юношеская спортивная школа;
- Детская школа искусств, объединившая в себе художественную и музыкальную школы[источник не указан 111 дней];
- Филиал Астраханского государственного университета[28];
- Центр культуры[29];
- Знаменский филиал автономного учреждения Астраханской области Многофункциональный центр[30].

## Транспорт
Знаменск связан с Волгоградом и другими городами России железнодорожным и автотранспортом. Время в пути от Москвы около 13 часов. В городе имеется автовокзал и железнодорожная станция.
Действуют городские и междугородние автобусные маршруты:
- 1 Знаменск — Жилой район «Знаменский»
- 2 Знаменск — Жилой район «Ракетный»
- Знаменск (Улица Янгеля / Автовокзал) — Волгоград (Железнодорожный вокзал Волгоград-1)
- 509 Астрахань — Знаменск
- 516 Ахтубинск — Волгоград
- 1973/2193 Воронеж — Астрахань

Ранее действовал внутригородской автобусный маршрут.
Действуют пригородные и междугородние железнодорожные маршруты на станции «85 км»:
| № поезда | Маршрут движения                                   | № поезда | Маршрут движения                                   |
| -------- | -------------------------------------------------- | -------- | -------------------------------------------------- |
| 041Ж     | Волгоград — Астрахань «Дневной экспресс»           | 042С     | Астрахань — Волгоград                              |
| 301С     | Волгоград — Грозный                                | 302Ж     | Грозный — Волгоград                                |
| 465С     | Имеретинский курорт (Олимпийский парк) — Астрахань | 466Ж     | Астрахань — Имеретинский курорт (Олимпийский парк) |

## Фотографии

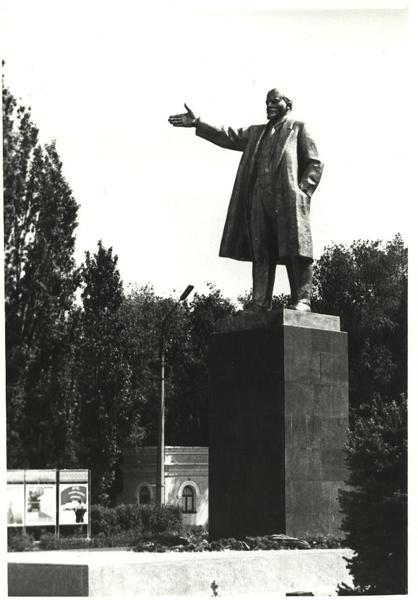
Памятник В. И. Ленину.
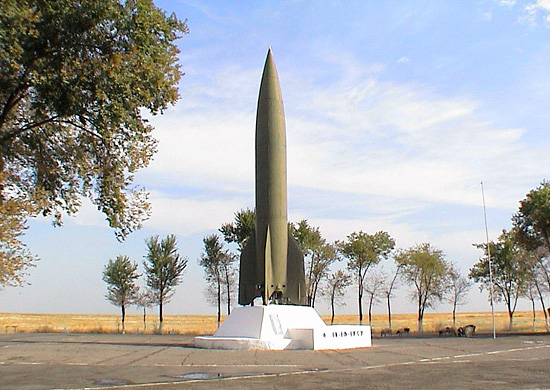
Памятник первому пуску ракеты Р-1.
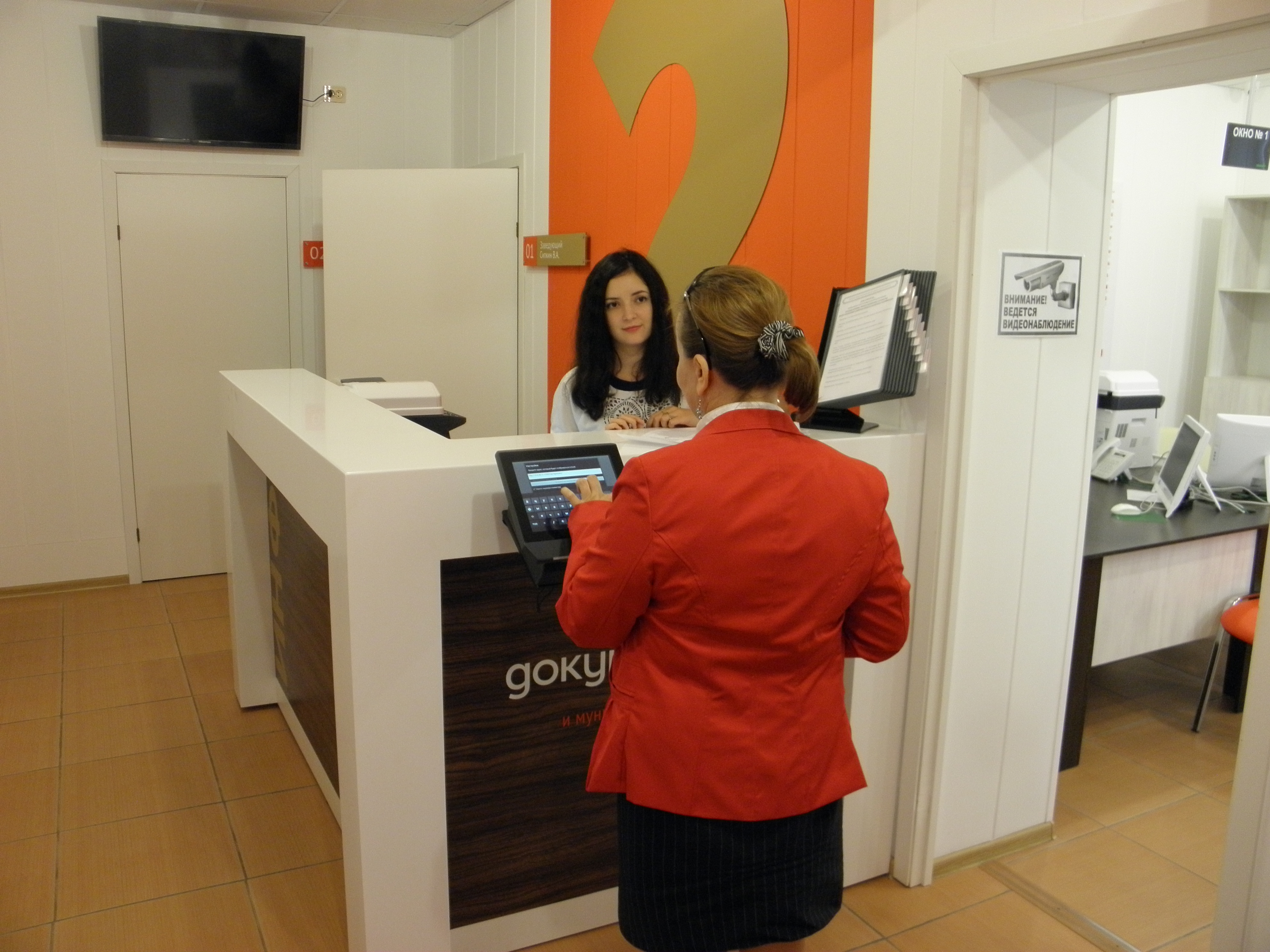
Знаменский филиал АУ АО «МФЦ»

## СМИ

#### Местное телевидение
Знаменский филиал ФГУП «РТРС» обеспечивает на территории города приём первого и второго мультиплексов цифрового эфирного телевидения России (21 ТВК, 59 ТВК).
- 13 ноября 2017 года астраханский филиал РТРС совместно с ГТРК «Лотос» начал трансляцию региональных телепрограмм в составе первого мультиплекса. Региональные программы доступны на телеканалах «Россия-1» и «Россия-24» и радиостанциях: «Маяк», «Вести ФМ» и «Радио России».

| ТВК | Частота | Название |
| --- | ------- | -------- |
| 21  | 474     | РТРС-1   |
| 59  | 778     | РТРС-2   |

#### Цифровое эфирное телевидение
Все 20 каналов для мультиплекса РТРС-1 и РТРС-2; Пакет радиоканал, включает: «Вести ФМ», «Маяк», «Радио России / ГТРК Лотос».
- Пакет телеканалов РТРС-1 (телевизионный канал 26, частота 602 МГц), включает: «Первый канал», «Россия 1 / ГТРК Лотос», «Матч ТВ», «НТВ», «Пятый канал», «Россия К», «Россия 24 / ГТРК Лотос», «Карусель», «ОТР» / Астрахань 24, «ТВ Центр».
- Пакет телеканалов РТРС-2 (телевизионный канал 36, частота 658 МГц), включает: «РЕН ТВ», «Спас», «СТС», «Домашний», «ТВ-3», «Пятница!», «Звезда», «Мир», «ТНТ», «Муз-ТВ».
- Обязательный общедоступный региональный телеканал («21-я кнопка»): телеканал «Астрахань 24».

#### Кабельное телевидение
Местный телеканал «Телеорбита» выходит по четвергам и воскресеньям с 19:00 до 19:30 в кабельной сети на канале МТС-инфо (39 канал в аналоговом вещании (РБК), 30 — в цифровом).

#### Радиостанция
Из Капустина Яра возможен приём радиостанции «Южная Волна» на 102,8 МГц.

#### Пресса
Местная газета «Орбита». Еженедельное информационно-аналитическое издание. Выходит еженедельно по средам. Реализуется преимущественно в розницу в продуктовых магазинах, в киосках «Роспечати» и других точках продажи прессы. Есть подписка.